# Hans Ornstein (Jurist)
Hans Ornstein (geboren 5. Februar 1893 in Wien; gestorben 4. Dezember 1952 in Zürich) war ein österreichisch-schweizerischer Rechtsanwalt und Publizist.

## Leben
Ornstein war der Sohn von Josef und Emma Ornstein, geb. Wolf. Er studierte Jura an der Universität Wien und leistete von 1915 bis 1918 Militärdienst. 1919 wurde er promoviert und arbeitete anschließend als Rechtsanwalt. Daneben war er als Publizist tätig und schrieb zu Themen der Ethik, der Nationalökonomie und des Antisemitismus. Nach dem sogenannten Anschluss Österreichs 1938 wurde Ornstein im KZ Dachau inhaftiert. Im April 1939 konnte er nach London emigrieren, im August 1939 ging er nach Zürich, wo er sich im Jüdischen Flüchtlingsverband engagierte. 1946 gründete er die „Christlich-Jüdische Arbeitsgemeinschaft in der Schweiz“ mit und wurde deren erster Zentralsekretär.
Ornstein war verheiratet mit Rosi Goldmann. Die Ehe wurde später geschieden.

## Schriften
- Der Antisemitismus: Deutung und Überwindung; ein Versuch. Verlag der Jüdischen Buch-Gemeinde, Zürich 1946.
- Macht, Moral und Recht: Studien zur Grundproblematik menschlichen Zusammenlebens. A. Francke, Bern [1946].
- Christlich-jüdische Zusammenarbeit: ihr Wesen, ihre Ziele. In: Judaica. Beiträge zum Verständnis des jüdischen Schicksals in Vergangenheit und Gegenwart 3 (1947), S. 210–235. (Digitalisat in E-Periodica).
- Der antijüdische Komplex: Versuch einer Analyse. Die Gestaltung, Zürich 1949.